# Estelle Evans
Estelle Rolle Evans (Nassau, 1º ottobre 1906 – New York, 20 luglio 1985) è stata un'attrice bahamense naturalizzata statunitense, nota per aver interpretato la domestica Calpurnia nel film Il buio oltre la siepe.

## Biografia
Maggiore di diciotto figli, tra le sue sorelle sono incluse anche le attrici Rosanna Carter e Esther Rolle. È morta nel 1985 all'età di 78 anni.

## Filmografia

### Cinema
- L'escluso (The Quiet One), regia di Sidney Meyers, film-documentario (1948)
- Il buio oltre la siepe (To Kill a Mockingbird), regia di Robert Mulligan (1962)
- Ragazzo la tua pelle scotta (The Learning Tree), regia di Gordon Parks (1969)
- A Piece of the Action, regia di Sidney Poitier (1977)

### Televisione
- La città in controluce (Naked City) – serie TV, episodio 4x29 (1963)
- I Jefferson (The Jeffersons) – serie TV, episodio 2x05 (1975)
- Good Times – serie TV (1975)
- A Pieve of the Action – film TV (1977)
- See China and Die – film TV (1981)
- Tales of the Unknown South – film TV (1982)